# Bohodukhiv (huyện)
Huyện Bohodukhiv (tiếng Ukraina: Богодухівський район, chuyển tự: Bohodukhivs’kyi raion) là một huyện của tỉnh Kharkiv thuộc Ukraina. Huyện Bohodukhiv có diện tích 1160 km², dân số theo điều tra dân số ngày 5 tháng 12 năm 2001 là 47456 người với mật độ 41 người/km2. Trung tâm huyện nằm ở Bohodukhiv.